# Kryolit
Kryolit är ett mineral med formeln Na3AlF6, sammansatt av natrium (32,9 %), aluminium (12,8 %) och fluor (54,3%), som framför allt har använts som hjälpämne vid framställning av aluminium.

## Egenskaper
Kryolit är vanligen vit, halvt genomskinlig men ibland är färgen rödaktig, brunaktig eller nästan svart. Namnet kommer av att mineralet nedsänkt i vatten har ett isliknande utseende. Jämför dess brytningsindex med vattnets n=1,333 och isens (vid 0 °C) nω=1,3091 nε=1,3105.  I tunna splitter smälter kryoliten i lågan av ett stearinljus.
Kryoliten kristalliserar monoklint, nästan i kubform. Vid 560 °C övergår kryoliten från monoklina till kubiska kristallsystemet vilket kan användas som en geologisk termometer.

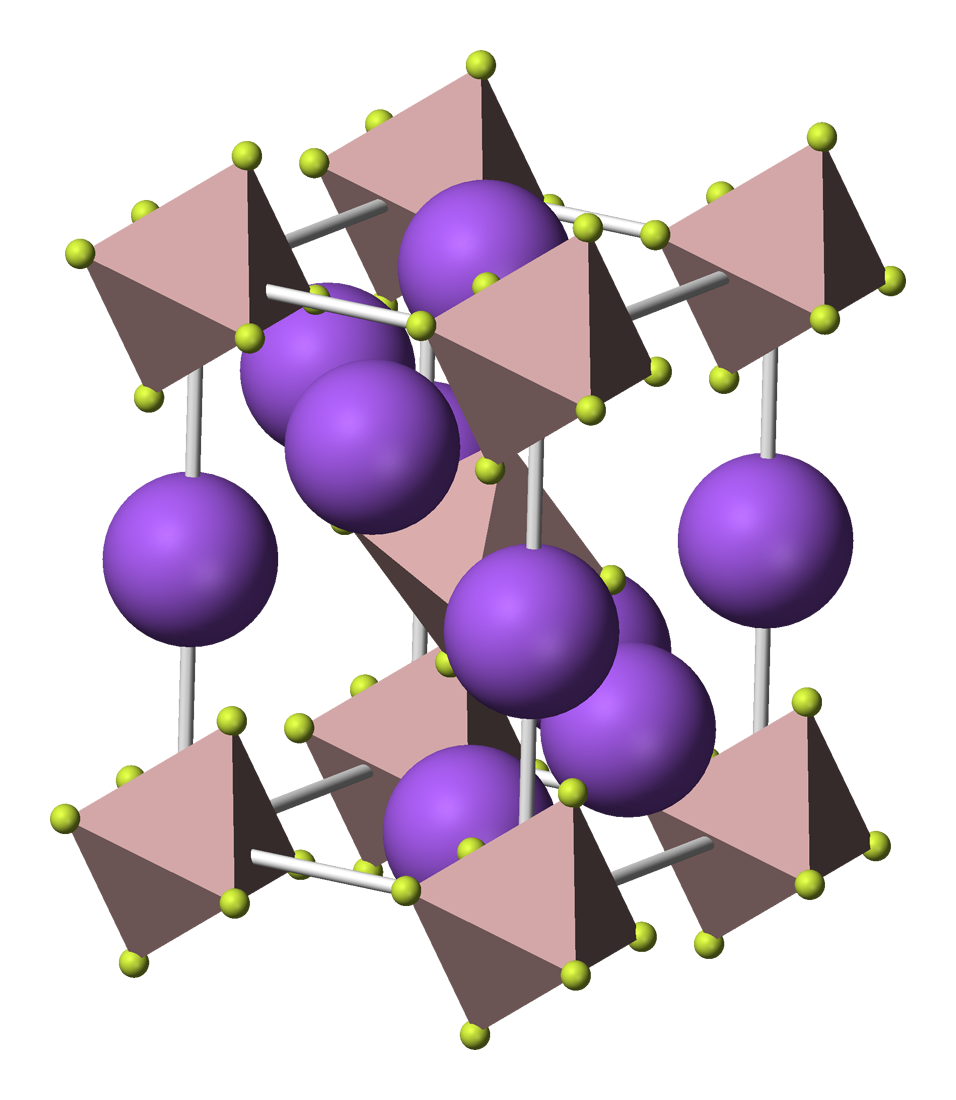
Kryolit 3D-modell

## Förekomst
Kryolit förekommer från nästan ren kryolit till sammankittade med järnspat och kvarts och andra mineral såsom blyglans, zinkblände, svavel- och kopparkis. Järnspaten förekommer, som den huvudsakliga föroreningen, i mängder upp till 20 %. Dessutom förekommer i förorenad kryolit mindre mängder av ett stort antal andra mineral, av vilka många ej påträffats på andra ställen än tillsammans med eller i närheten av kryolitförekomster.
Den förnämsta fyndorten är Ivigtut på Grönland, där kryolitet utgör en massa med oregelbunden begränsning och där brytning förekommit sedan mitten av 1800-talet i dagbrott. Gruvan lades ned 1987.
I mindre mängder finns den även i Colorado, USA och i Ural.

## Användning
Kryolit fick sin första praktiska användning då professor Julius Thomsen år 1852 påvisade att den kunde användas för tillverkning av soda och under 1800-talet var detta den huvudsakliga användningen.
Senare har ren kryolit brukats som elektrolyt vid tillverkning av aluminium. Numera framställs elektrolyten syntetiskt. Vidare kan kryolit användas vid emaljering av järnvaror, framställning av mjölkglas samt insektdödande växtskyddsmedel.

## Toxicitet
Osteofluoros är en benmassesjukdom som orsakas av överintag av fluorider. Den upptäcktes först hos personer som arbetade med kryolitkrossning och -raffinering.